# Rhinocricus siviensis
Rhinocricus siviensis är en mångfotingart som beskrevs av Karl Wilhelm Verhoeff 1941. Rhinocricus siviensis ingår i släktet Rhinocricus och familjen Rhinocricidae. Inga underarter finns listade i Catalogue of Life.